# Луис-Алвис
Луис-Алвис (порт. Luiz Alves)  —  муниципалитет в Бразилии, входит в штат Санта-Катарина. Составная часть мезорегиона Вали-ду-Итажаи. Входит в экономико-статистический  микрорегион Блуменау. Население составляет 9108 человек на 2006 год. Занимает площадь 260,079 км². Плотность населения — 35,0 чел./км².

## История
Город основан 18 июля 1958 года.

## Статистика
- Валовой внутренний продукт на 2003 составляет 118.976.567,00 реалов (данные: Бразильский институт географии и статистики).
- Валовой внутренний продукт на душу населения на 2003 составляет 13.853,82 реалов (данные: Бразильский институт географии и статистики).
- Индекс развития человеческого потенциала на 2000 составляет 0,840 (данные: Программа развития ООН).